# Défaut du verre
Un défaut du verre est un défaut du matériau fini apparus lors de sa fabrication. Les principaux défauts peuvent être des inhomogénéités ou des inclusions. Les défauts du verre peuvent rendre le produit inutilisable ou en restreindre sévèrement l'utilisation. Certains produits, comme les verres optiques, sont très sensibles aux défauts. 

## Principaux défauts
Les principaux défauts du verre sont listés ci-dessous.
Les inhomogénéités sont des variations de l'indice de réfraction dans le verre :
- les stries : zones étroites sous forme de cordes ;
- les gradients d'indice de réfraction : zone plus importante.

Les inclusions sont des matières étrangères présentent à l'intérieur du verre : 
- les bulles : inclusions gazeuses ;
  - les puces : bulles dont le diamètre est inférieur à 5,5 mm ;
  - les bouillons : bulles allongées de forme elliptique et de longueur supérieure à 6 mm ;
- les pierres : résidus opaques de matière première ou réfractaire non dissoute au cours du procédé de fusion ;
- les larmes : inclusions nodulaires présentant souvent une queue atténuée.

## Causes
Les causes des défauts du verre peuvent provenir des matières premières (impuretés, taille de grain défavorables) ou des procédés de fabrication ou de mise en forme :  
- à l'état fondu : fusion incomplète, recristallisation, corrosion ;
- en position debout : fluctuations extrêmes de la température, réglage incorrect des flammes ou de l'écoulement continu dans le bain de verre ;
- pendant le façonnage : contamination due à la lubrification du moule, température du moule trop élevée ou trop basse, mauvais réglage de la machine ;
- pendant le refroidissement : fissures de contrainte dues à un profil de température incorrect dans le circuit de refroidissement ou à une durée d'exécution trop courte ;
- pendant le post-traitement : revêtement défectueux.

## Analyse
L’analyse du défaut de verre a pour but d’identifier la cause du défaut afin de pouvoir la corriger de manière ciblée. Afin de garantir une bonne qualité du verre, des examens approfondis doivent être effectués régulièrement, notamment : 
- inspection optiques en ligne dans les verreries de tous les produits en verre pour vérifier leur précision dimensionnelle, leurs fissures, leurs reliques, leurs impuretés, etc. ;
- analyse chimique journalière ou hebdomadaire du verre par spectrométrie d'émission atomique à plasma à couplage inductif (ICP-OES) pour surveiller la présence de métaux lourds dans le verre surtout d'emballage ;
- analyse hebdomadaire ou mensuelle du fer (Fe2+) et analyse de l'état d'oxydo-réduction pour évaluer les agrégats de fusion et la qualité du verre recyclé utilisé[2] ;
- microscopie pour réduire les problèmes de casse ;
- si nécessaire, analyses de fracture par microscopie électronique à balayage combinée à une analyse dispersive en énergie (SEM-EDX).